# Svenska mästerskapen i längdskidåkning 1962
Svenska mästerskapen i längdskidåkning 1962 arrangerades i Sollefteå.

## Medaljörer, resultat

### Herrar
| Gren              | Guld                                                    | Guld                                                    | Silver           | Silver    | Brons            | Brons       |
| 15 km             | Assar Rönnlund                                          | IFK Umeå                                                | Lennart Larsson  |           | Sixten Jernberg  | Lima IF     |
| 30 km             | Sture Grahn                                             | Lycksele IF                                             | Assar Rönnlund   | IFK Umeå  | Janne Stefansson | Sälens IF   |
| 50 km             | Assar Rönnlund                                          | IFK Umeå                                                | Janne Stefansson | Sälens IF | Sture Grahn      | Lycksele IF |
| Stafett 3 x 10 km | IFK Umeå (Tord Karlsson, Birger Åström, Assar Rönnlund) | IFK Umeå (Tord Karlsson, Birger Åström, Assar Rönnlund) |                  |           |                  |             |
| Lagtävling 15 km  | Sälens IF                                               | Sälens IF                                               |                  |           |                  |             |
| Lagtävling 30 km  | Sälens IF                                               | Sälens IF                                               |                  |           |                  |             |
| Lagtävling 50 km  | Sälens IF                                               | Sälens IF                                               |                  |           |                  |             |

### Damer
| Gren             | Guld                                                    | Guld                                                    | Silver            | Silver        | Brons             | Brons         |
| 5 km             | Toini Gustafsson                                        | IFK Likenäs                                             | Barbro Martinsson | Skellefteå SK | Inger Elofsson    | Dala-Järna IK |
| 10 km            | Toini Gustafsson                                        | IFK Likenäs                                             | Britt Strandberg  | Edsbyns IF    | Barbro Martinsson | Skellefteå SK |
| Stafett 3 x 5 km | Edsbyns IF (Gun Ädel, Alice Eriksson, Britt Strandberg) | Edsbyns IF (Gun Ädel, Alice Eriksson, Britt Strandberg) |                   |               |                   |               |
| Lagtävling 5 km  | Älvdalens IF                                            | Älvdalens IF                                            |                   |               |                   |               |
| Lagtävling 10 km | Edsbyns IF                                              | Edsbyns IF                                              |                   |               |                   |               |

### Webbkällor
- Svenska Skidförbundet